# Pseudhepomidion assamense
Pseudhepomidion assamense là một loài bọ cánh cứng trong họ Cerambycidae.